# Alexander Zverev
Alexander „Sascha“ Zverev [ˈzvɛʁɛf] (* 20. April 1997 in Hamburg) ist ein deutscher Tennisspieler und Olympiasieger. Er gewann bisher 24 Titel im Einzel – darunter 2021 die Goldmedaille im Einzel bei den Olympischen Spielen in Tokio, die ATP Finals 2018 und 2021 und sieben Masters-1000-Turniere – sowie zwei Wettbewerbe im Doppel mit seinem Bruder Mischa. Bei den US Open 2020, den French Open 2024 und den Australian Open 2025 erreichte Zverev jeweils ein Grand-Slam-Finale.

## Persönliches
Alexander Zverevs Eltern stammen aus Russland. Sein Vater ist der ehemalige Tennisspieler Alexander Swerew, der ab 1979 im Davis Cup für die Sowjetunion spielte; im Einzel erreichte er 1985 Platz 175 in der Weltrangliste. Seine Mutter Irina Swerewa, geb. Fatejewa, war ebenfalls Profispielerin und erreichte in ihrer Karriere 1993 den 380. Rang in der Weltrangliste. 1991 zog die Familie mit dem 1987 geborenen Sohn Mischa nach Hamburg. Der 1997 geborene Sohn Alexander verließ nach der zehnten Klasse die Schule, um sich ganz auf den Tennissport zu konzentrieren. Sein älterer Bruder Mischa war ebenfalls Tennisprofi. Beide begannen ihre Vereinskarrieren in der Tennissparte des Uhlenhorster HC in Hamburg und wurden von ihrem Vater trainiert.
Sein Manager war seit seinem 15. Lebensjahr Patricio Apey. Zverev kündigte im Frühjahr 2019 einseitig die Zusammenarbeit, was zu einem Rechtsstreit führte, der mit einem außergerichtlichen Vergleich im Dezember 2020 endete. Im August 2019 gab Zverev bekannt, dass er nun von Team 8, einer von Roger Federer und dessen Manager Tony Godsick gegründeten Agentur, vermarktet werde. Im Januar 2021 wurde die Zusammenarbeit beendet. Das Management übernahm sein Bruder Mischa Zverev zusammen mit Serhij Bubka junior.
Zverevs Hauptwohnsitz befindet sich in Monaco.
Im Oktober 2020 wurde Zverev von seiner ehemaligen Freundin Olga Scharypowa der häuslichen Gewalt bezichtigt. Zverev bestritt die Vorwürfe. Nachdem Scharypowa ihn darüber hinaus beschuldigt hatte, sie während der Shanghai Masters im Jahr 2019 geschlagen und gewürgt zu haben, leitete die ATP Ermittlungen gegen Zverev ein. Diese wurden im Januar 2023 eingestellt, da es keine ausreichenden Beweise gegeben habe. Anzeige bei der Polizei hat Scharypowa nicht erstattet.
Im März 2021 brachte Zverevs Ex-Freundin Brenda Patea eine gemeinsame Tochter zur Welt. Seit August 2021 ist er in einer Beziehung mit Sophia Thomalla. Im Jahr 2023 wurde Zverev auch von Patea der Körperverletzung beschuldigt. Den Vorwurf wies er „komplett zurück“. Nachdem er gegen einen Strafbefehl in Höhe von 90 Tagessätzen zu je 5000 Euro Einspruch eingelegt hatte, kam es im Jahr 2024 wegen des Vorwurfs der Körperverletzung zum Prozess, der gegen Zahlung einer Geldauflage in Höhe von 200.000 Euro eingestellt wurde.
Im August 2022 machte Zverev seine Typ-1-Diabetes-Erkrankung, die bei ihm im Alter von vier Jahren diagnostiziert wurde, öffentlich. Gleichzeitig gab er die Gründung der Alexander Zverev Foundation, die Insulin und weitere lebensnotwendige Medikamente für finanziell benachteiligte Minderjährige bereitstellen will, bekannt. Weil er gezwungen ist, sich auch während der Tennisspiele Insulinspritzen zu setzen, kam es verschiedentlich zu Problemen mit Publikum und Schiedsrichtern.

## Werdegang

### Bis 2014: Junioren-Erfolge
Seinen ersten großen Erfolg erzielte Alexander Zverev mit seiner Finalteilnahme 2013 im Junioreneinzel der French Open. Dort unterlag er dem Chilenen Cristian Garín mit 4:6 und 1:6. Sein erstes Match auf der ATP World Tour bestritt er im Juli 2013 im Alter von 16 Jahren dank einer Wildcard beim Turnier in Hamburg, wo er in der ersten Runde Roberto Bautista Agut in zwei Sätzen unterlag.
Seinen ersten großen Titel gewann Zverev 2014 in der Junioren-Einzelkonkurrenz der Australian Open mit einem klaren 6:3, 6:0 gegen den US-Amerikaner Stefan Kozlov.
Er bekam eine Wildcard für die Sparkassen Open 2014 in Braunschweig im Juli und gewann mit 17 Jahren als 665. der Weltrangliste sein erstes Profiturnier. Er erhielt für den Sieg 125 Weltranglistenpunkte sowie 15.300 US-Dollar Preisgeld. Gegen den 89. der Weltrangliste, Paul-Henri Mathieu, gewann er das Finale mit 1:6, 6:1 und 6:4, nachdem er zuvor bereits die Top-100-Spieler Tobias Kamke und Andrei Golubew besiegt hatte. In der Weltrangliste stieg er damit auf Rang 285. Für das Turnier in Hamburg bekam er erneut eine Wildcard. Gegen Robin Haase, zu diesem Zeitpunkt 51. der Weltrangliste, gelang ihm mit 6:0 und 6:2 sein erster Sieg im Hauptfeld eines ATP-Turniers. In der zweiten Runde besiegte er mit dem an 5 gesetzten Michail Juschny erstmals einen Top-20-Spieler. Nach weiteren Siegen über Santiago Giraldo und Tobias Kamke zog er ins Halbfinale ein, in dem er gegen David Ferrer chancenlos war und 0:6, 1:6 unterlag.

### 2015: Aufstieg in Top 100
In Heilbronn gewann Zverev im Mai 2015 seinen zweiten Challengertitel im Einzel. Dadurch rückte er in der Weltrangliste auf Platz 85 vor und stand somit zum ersten Mal in den Top 100. Im Juni 2015 nahm Zverev zum ersten Mal an der Hauptrunde eines Grand-Slam-Turniers teil. Nachdem er bei den US Open 2014, bei den Australian Open 2015 und bei den French Open 2015 jeweils in der Qualifikationsrunde gescheitert war, qualifizierte er sich durch sein Vorrücken in der Weltrangliste direkt für die Wimbledon Championships. In der Runde eins setzte er sich in fünf Sätzen gegen Teimuras Gabaschwili durch, schied aber in der zweiten Runde gegen Denis Kudla aus. Bei den US Open 2015 scheiterte Zverev in der ersten Runde an Philipp Kohlschreiber.

### 2016: Erster ATP-Tour-Sieg und Aufstieg in Top 30
In der Saison 2016 schied er bei den Australian Open gegen Andy Murray in drei Sätzen in der ersten Runde aus. Im Februar erreichte er in Montpellier das Halbfinale. In der Doppelkonkurrenz erreichte er mit seinem Bruder Mischa das Endspiel, das sie gegen Mate Pavić und Michael Venus verloren. In München zog er erneut in ein Halbfinale ein. Schließlich schaffte Zverev in Nizza erstmals den Sprung in ein ATP-Finale. Dort unterlag er in drei Sätzen dem Österreicher Dominic Thiem. Im März 2016 debütierte er gegen Tschechien für die deutsche Davis-Cup-Mannschaft. Er verlor seine beiden Einzel gegen Tomáš Berdych (knapp in fünf Sätzen) und Lukáš Rosol (in drei Sätzen), womit Deutschland 2:3 verlor und in der Relegation spielen musste. Im Juni 2016 erreichte Zverev das Finale bei den Gerry Weber Open. Nachdem Zverev im Halbfinale mit dem Weltranglistendritten Roger Federer zum ersten Mal in seiner Karriere einen Top-Ten-Spieler besiegt hatte, musste er sich im Finale Florian Mayer mit 2:6, 7:5, 3:6 geschlagen geben. Durch das gute Abschneiden rückte Zverev in der Weltrangliste auf Platz 28 vor und war somit beim kurz darauffolgenden Grand-Slam-Turnier in Wimbledon gesetzt. Dort scheiterte er in der dritten Runde an Tomáš Berdych. Im September 2016 konnte Zverev sein erstes ATP-Turnier in Sankt Petersburg gewinnen. Nach einem klaren Zweisatzsieg über Tomas Berdych im Halbfinale, rang Zverev im Finale mit Stan Wawrinka den zweiten Top-Ten Spieler in Folge in drei Sätzen nieder.

### 2017: Zwei Masters-Titel in Rom und Montreal
Bei den Australian Open im Januar 2017 erreichte Zverev die dritte Turnierrunde. Dort traf er auf die ehemalige Nummer eins der Welt und den späteren Finalisten, Rafael Nadal, dem er in fünf Sätzen unterlag. Beim ATP-Turnier in Montpellier im Februar 2017 triumphierte Zverev sowohl im Einzel gegen den Franzosen Richard Gasquet als auch an der Seite seines Bruders Mischa im Doppel. Dies war sein zweiter Turniererfolg im Einzel bzw. sein erster im Doppel. Im Mai gewann Zverev die BMW Open in München. Beim Masters in Madrid erreichte er das Viertelfinale und erreichte durch diesen Erfolg seine bislang beste Weltranglistenposition mit Platz 17. Eine Woche darauf gewann er in Rom mit einem Finalsieg über Novak Đoković sein erstes Masters. Ab Ende Juli gehörte der ehemalige Weltranglistenerste Juan Carlos Ferrero zu Zverevs Trainerteam. Beim ersten Turnier mit dem neuen Coach an seiner Seite, dem Turnier von Washington, sicherte sich Zverev Anfang August seinen ersten ATP-World-Tour-500-Titel. Wiederum eine Woche später gewann Zverev durch einen 6:4-, 6:3-Finalsieg gegen Roger Federer das Masters um den Rogers Cup in Montreal. In der Weltrangliste erreichte er dadurch zunächst mit Rang sieben und eine Woche darauf mit Rang sechs eine neue Bestmarke. Obwohl er bei den US Open in New York bereits in der zweiten Runde scheiterte, überholte er in der Weltrangliste die Verletzten Novak Đoković und Stan Wawrinka, wodurch er sich auf Platz vier verbesserte. Trotz durchwachsener Resultate im Herbst konnte er vor dem Saisonfinale zwischenzeitlich bis auf den dritten Platz in der Weltrangliste vorstoßen.

### 2018: Dritter Masters-Titel in Madrid und Sieg bei den ATP-Finals

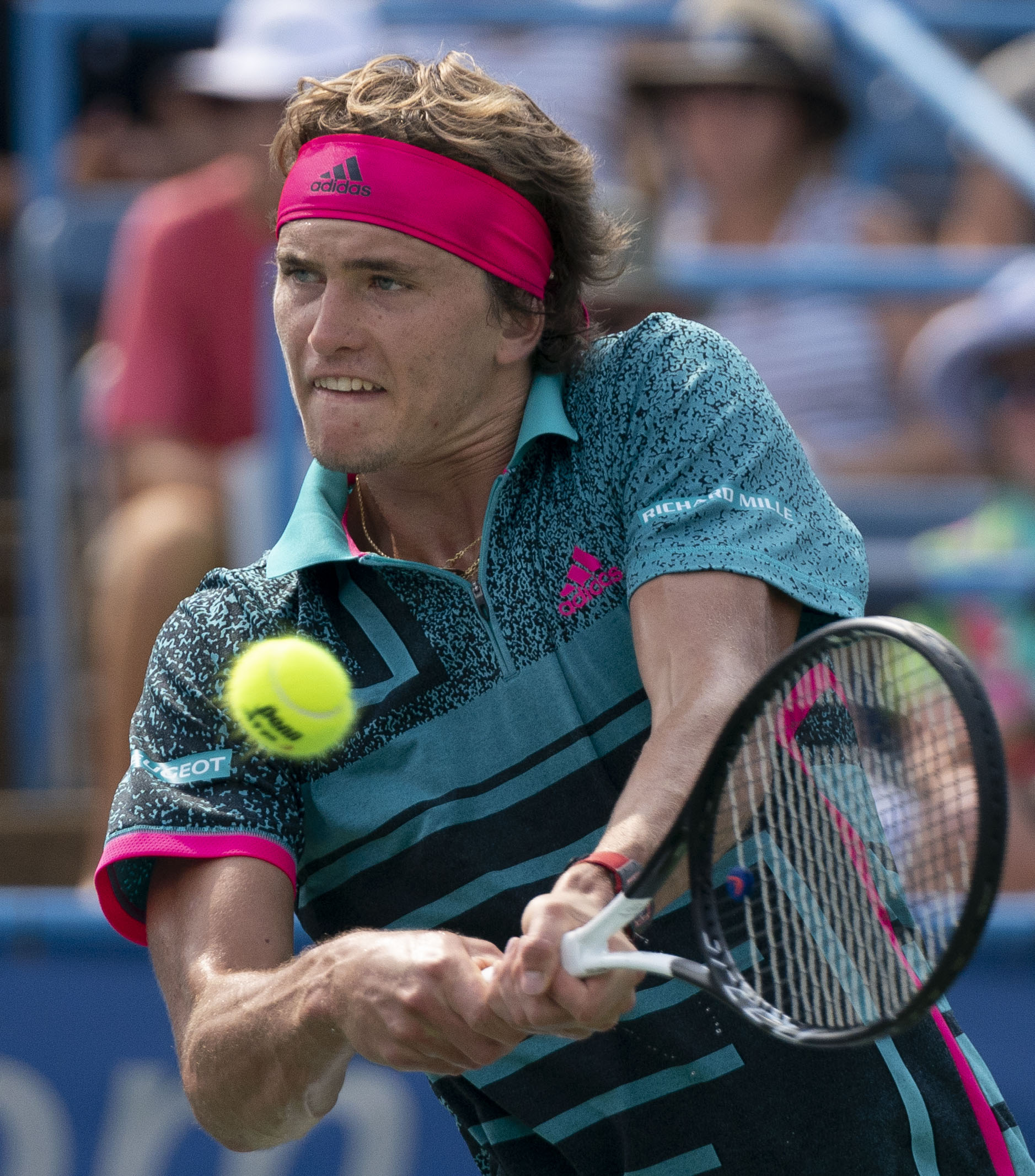
Zverev 2018 in Washington, D.C.

Am 6. Mai 2018 gewann Zverev das Finale der BMW Open in München gegen Philipp Kohlschreiber mit 6:3 und 6:3. In der Folgewoche blieb er beim Masters in Madrid ohne Aufschlag- und Satzverlust und sicherte sich gegen Dominic Thiem im Endspiel mit 6:4 und 6:4 den Titel. Nach 13 Spielen ohne Niederlage bezwang ihn Rafael Nadal im Finale des Masters in Rom, welches Zverev 2017 gewonnen hatte, mit 6:1, 1:6 und 6:3. Zu den folgenden French Open reiste Zverev als Zweitgesetzter an und traf in seinem ersten Grand-Slam-Viertelfinale wieder auf Dominic Thiem. Obwohl er sich zu Beginn der Partie eine Verletzung der Oberschenkelmuskulatur zuzog, spielte Zverev die Partie zu Ende, verlor jedoch mit 4:6, 2:6 und 1:6. In Wimbledon schied er in der dritten Runde gegen Ernests Gulbis aus. Beim anschließenden Turnier in Washington, D.C. konnte er seinen Titel durch einen Zweisatzsieg gegen Alex de Minaur verteidigen. Zu den US Open 2018, bei denen Zverev erstmals in die dritte Runde einzog, übernahm Ivan Lendl Zverevs Betreuung. Es folgte eine Achtelfinalteilnahme in Peking, beim Masters in Shanghai erreichte er wie im Anschluss auch in Basel das Halbfinale. In Paris schied er im Viertelfinale des Masters-Turniers aus. Zverev qualifizierte sich zum zweiten Mal für das Saisonabschlussturnier, die ATP Finals, und zog dort erstmals ins Endspiel ein, in dem er den Weltranglistenersten Novak Đoković mit 6:4 und 6:3 bezwang. Dies war der erste Sieg eines deutschen Spielers bei diesem Turnier seit Boris Beckers Erfolg im Jahr 1995.

### 2019: Finale bei Shanghai-Masters
Zu Beginn der Saison erreichte Zverev erstmals das Achtelfinale der Australian Open, wo er Milos Raonic in drei Sätzen unterlag. Danach zog er ins Finale des Turniers von Acapulco ein, das er gegen Nick Kyrgios in zwei Sätzen verlor. Bei den Masters-Turnieren bis September stand er nur in Madrid im Viertelfinale, er scheiterte dort in drei Sätzen an Stefanos Tsitsipas. Seinen einzigen Titel der Saison gewann er in Genf, als er im Finale im Tiebreak des dritten Satzes Nicolás Jarry schlagen konnte. Bei den French Open unterlag er im Viertelfinale Novak Đoković, in Wimbledon musste er sich in der ersten Runde dem Qualifikanten Jiří Veselý geschlagen geben. Aufgrund der durchwachsenen sportlichen Leistungen und persönlicher Differenzen trennten sich Lendl und Zverev im Juli des Jahres. Bei den US Open erreichte er, wie schon in Australien, das Achtelfinale und im Oktober stand Zverev im Finale der Shanghai Masters, in dem er dem Russen Daniil Medwedew deutlich mit 4:6 1:6 unterlag. Im November konnte der Deutsche seinen Titel bei den ATP Finals nicht verteidigen. Er scheiterte im Halbfinale an Dominic Thiem mit 5:7 3:6, nachdem er zuvor in der Gruppenphase Medwedew und Rafael Nadal hatte schlagen können.

### 2020: US-Open-Finale
Im Jahr 2020 erreichte Zverev bei den Australian Open erstmals das Halbfinale. Dort schied er gegen den Österreicher Dominic Thiem in vier Sätzen aus. Das nächste Grand-Slam-Turnier in Wimbledon wurde aufgrund der COVID-19-Pandemie abgesagt und die Saison war einige Zeit unterbrochen. Im Juli wurde David Ferrer Trainer von Zverev. Bei den US Open in New York zog er erstmals in seiner Karriere in das Finale eines Grand-Slam-Turniers ein. In fünf Sätzen unterlag er abermals Thiem, nachdem er die ersten beiden Sätze noch hatte für sich entscheiden können. Bei den aufgrund der Pandemie vom Frühling auf den Herbst verschobenen French Open schied Zverev im Achtelfinale gegen den Italiener Jannik Sinner aus. Im Oktober 2020 konnte Zverev das ATP-Turnier in Köln für sich entscheiden. Im Finale besiegte er den Kanadier Félix Auger-Aliassime mit 6:3, 6:3. Eine Woche später sicherte sich Zverev beim zweiten Turnier in Köln gegen Diego Schwartzman mit 6:2, 6:1 ebenfalls den Titel. Beim letzten Masters-Turnier des Jahres in Paris erreichte er das Finale, unterlag dort aber wie bereits in seinem vorherigen Masters-Finale Daniil Medwedew.

### 2021: Olympiasieger in Tokio und zweiter Triumph bei den ATP Finals
Anfang des Jahres trennte sich Zverev von Ferrer und sein Vater wurde wieder Trainer. Im März 2021 besiegte Zverev im Finale von Acapulco den topgesetzten Griechen Stefanos Tsitsipas mit 6:4, 7:6. Zwei Monate später gelang Zverev nach 2018 der zweite Sieg im Finale von Madrid. Bei den folgenden French Open erreichte er erstmals das Halbfinale, in dem er gegen Tsitsipas ausschied. Am 30. Juli 2021 besiegte Zverev bei den Olympischen Spielen 2020 in Tokio nach vier Siegen im Halbfinale auch den topgesetzten Novak Đoković. Mit seinem anschließenden Sieg im Finale gegen Karen Chatschanow mit 6:3 und 6:1 sicherte er sich die Goldmedaille. Er ist damit der erste Deutsche, der den Tennis-Einzelwettbewerb der Männer bei den Olympischen Sommerspielen gewann, was Steffi Graf bei den Frauen bereits 1988 in Seoul gelungen war. Anschließend gewann er erstmals das Masters-Turnier in Cincinnati, nachdem er bei den vorherigen sechs Teilnahmen kein einziges Match gewonnen hatte. Bei den US Open scheiterte er im Halbfinale an Đoković. In Wien gewann er im Achtelfinale sein 300. Match auf der Tour und sicherte sich nach einem Zweisatzerfolg gegen Frances Tiafoe den Titel. Rund drei Wochen später holte er mit einem Finalsieg über Daniil Medwedew zum zweiten Mal den Titel bei den ATP Finals. Im Halbfinale hatte er zuvor den Weltranglistenersten Novak Đoković besiegt. In dieser Saison konnte er bei jeder seiner sechs Finalteilnahmen gewinnen und beendete das Jahr erstmals auf dem dritten Weltranglistenplatz.

### 2022: Wutausbruch in Acapulco und Verletzung im French-Open-Halbfinale
Bei den Australian Open im Januar schied Zverev im Achtelfinale aus. Im Februar wurde Zverev beim Turnier in Acapulco nach einem in der ersten Runde verloren gegangenem Doppel aufgrund unsportlichen Verhaltens vom Einzelwettbewerb ausgeschlossen. Nachdem er mehrfach mit seinem Tennisschläger auf den Schiedsrichterstuhl eingeschlagen hatte, verhängte die ATP eine Geldstrafe über 40.000 US-Dollar, zudem musste Zverev das Preisgeld von 30.000 US-Dollar zurückerstatten. Er wurde außerdem mit einer achtwöchigen Sperre sowie einer zusätzlichen Geldstrafe von 25.000 US-Dollar für ein Jahr auf Bewährung bedacht. Zverev selbst beschrieb den Ausraster einige Wochen später als schlimmsten Moment seiner Karriere und seines Lebens. Im März engagierte er Sergi Bruguera als neuen Trainer.
Bei den French Open hatte Zverev nach frühen Niederlagen von Novak Đoković und Daniil Medwedew die Chance, mit einem Turniersieg die Spitze der Weltrangliste zu erreichen. Im Viertelfinale schlug er den an Nummer sechs gesetzten Spanier Carlos Alcaraz, dem er zuvor im Finale des Madrid Masters klar unterlegen war. Damit besiegte Zverev im zwölften Versuch erstmals einen Top-Ten-Spieler bei einem Grand-Slam-Turnier. In der folgenden ausgeglichenen Halbfinalpartie gegen den späteren Turniersieger Rafael Nadal knickte er beim Stand von 6:7, 6:6 mit dem rechten Fuß um und musste das Match verletzt aufgeben. Zverev gab wenig später an, dass alle drei Außenbänder im rechten Sprunggelenk gerissen seien und er sich einem medizinischen Eingriff in Deutschland unterziehen musste. Dennoch wurde er nach seinem Abschneiden in Paris erstmals ab Mitte Juni als Weltranglistenzweiter geführt, seine bis dahin beste Platzierung. Ab Dezember spielte er wieder Turniere.

### 2023: Schwerer Beginn nach langer Verletzungspause und erster Turniersieg seit 2021
Nach schwachem Abschneiden bei den ersten Turnieren 2023 gab Zverev Ende Mai bekannt, dass er sich von Trainer Bruguera trennt und er vorerst wieder von seinem Vater gecoacht wird. Durch das Achtelfinal-Aus bei den Masters-Turnieren in Monte-Carlo, Madrid und Rom verlor er Weltranglistenpunkte, sodass er aus den Top 20 fiel und ihn Jan-Lennard Struff als deutsche Nummer eins ablöste.
Bei den French Open konnte er an die Leistungen im Vorjahr anknüpfen und erreichte zum dritten Mal in Folge das Halbfinale. Dabei profitierte er auf dem Weg dorthin auch von einer günstigen Auslosung – gegen keinen Spieler der Top 10 musste er antreten. Im Halbfinale gegen Casper Ruud schied er in drei Sätzen aus. Bei den Terra Wortmann Open in Halle stand er zum ersten Mal seit 2017 wieder im Halbfinale, unterlag dort aber Alexander Bublik. Mit diesen Ergebnissen konnte er Ende Juni wieder an Struff in der Weltrangliste vorbeiziehen. In Wimbledon schied er in der dritten Runde gegen Matteo Berrettini aus.
Im Juli 2023 gewann Zverev in Hamburg erstmals seit 2021 wieder ein Turnier und erfüllte sich mit dem Sieg in seiner Heimatstadt eigener Aussage zufolge einen „Kindheitstraum“. Er war der erste deutsche Sieger seit Michael Stich, der das Turnier im Jahr 1993 gewonnen hatte.

### 2024: Zwei Masters-Siege und French-Open-Finale
Anfang 2024 war Zverev mit dem deutschen Team beim Mixed-Tennis-Mannschaftsturnier, dem United Cup, siegreich. Bei den Australian Open schied er im Halbfinale nach einem 7:5, 6:3, 6:7 (4:7), 6:7 (5:7), 3:6 gegen Daniil Medwedew aus. In der zweiten Runde holte er gegen Lukáš Klein seinen 400. Sieg auf der Tour. Im Mai gewann er in Rom seinen sechsten Masterstitel, nach einem 6:4, 7:5 gegen Nicolás Jarry gewann er das Turnier zum zweiten Mal. Bei den French Open zog er erstmals in das Finale ein, welches er mit 3:6, 6:2, 7:5, 1:6, 2:6 gegen Carlos Alcaraz verlor. In der ersten Runde hatte er Rafael Nadal in drei Sätzen als insgesamt dritter Spieler nach Robin Söderling und Novak Đoković bei diesem Turnier geschlagen.
Bei den Olympischen Sommerspielen in Paris trat er als Titelverteidiger an, unterlag aber nach Siegen über Jaume Munar, Tomáš Macháč und Alexei Popyrin im Viertelfinale Lorenzo Musetti mit 5:7, 5:7. Beim Paris Masters holte nach einem Sieg gegen Ugo Humbert seinen zweiten Saisontitel. Bei den ATP Finals in Turin schied er nach drei glatten Siegen in der Gruppenphase im Halbfinale in drei Sätzen gegen Taylor Fritz aus. Die Saison beendete er erstmals auf dem zweiten Weltranglistenplatz, mit 69 Saisonsiegen stellte er eine persönliche Bestmarke auf.

### 2025
Zverev begann die Saison wie in den Vorjahren beim United Cup, wo er verletzungsbedingt nur zwei Vorrundenspiele bestritt und mit dem Team im Viertelfinale ausschied. Bei den Australian Open überstand er die ersten drei Runden ohne Satzverlust. Anschließend gab er gegen Ugo Humbert und Tommy Paul je einen Satz ab, bevor er im Halbfinale auf Novak Đoković traf. Dieser musste wegen eines Muskelrisses nach verlorenem ersten Satz aufgeben, sodass Zverev in sein drittes Grand-Slam-Finale einzog, welches er gegen Jannik Sinner in drei Sätzen verlor. Anschließend schied Zverev bei mehreren Turnieren frühzeitig aus: In Buenos Aires unterlag er im Viertelfinale Francisco Cerúndolo in drei Sätzen. Bei den Rio Open im Februar schied er erneut im Viertelfinale aus, dieses Mal gegen Francisco Comesaña. Nach einer weiteren frühen Niederlage in Acapulco und einem Zweitrunden-Aus gegen Tallon Griekspoor bei den Indian Wells im März, erklärte er in einem Interview, dass er aktuell „einfach furchtbar spiele“. Das Formtief hielt nach einem Achtelfinal-Aus bei den Miami Masters sowie einer Auftaktniederlage bei den Monte Carlo Masters gegen Matteo Berrettini an, bevor er an seinem 28. Geburtstag die BMW Open in München gewann.
In Wimbledon schied er in der ersten Runde gegen den Franzosen Arthur Rinderknech aus. Beim Kanada Masters holte Zverev in dritten Runde gegen Matteo Arnaldi seinen 500. Sieg auf der ATP Tour, anschließend schied er im Halbfinale in drei Sätzen gegen Karen Chatschanow aus.

## Erfolge
| Legende (Anzahl der Siege) |
| Grand Slam                 |
| Olympische Spiele (1)      |
| ATP Finals (2)             |
| ATP Tour Masters 1000 (7)  |
| ATP Tour 500 (7)           |
| ATP Tour 250 (9)           |
| ATP Challenger Tour (2)    |
| Teamwettbewerb (6)         |

| ATP-Titel nach Belag |
| Hartplatz (17)       |
| Sand (9)             |
| Rasen (0)            |

### Einzel

#### Turniersiege

##### ATP Tour
| Nr. | Datum              | Turnier              | Belag         | Finalgegner           | Ergebnis        |
| --- | ------------------ | -------------------- | ------------- | --------------------- | --------------- |
| 1.  | 25. September 2016 | St. Petersburg       | Hartplatz (i) | Stan Wawrinka         | 6:2, 3:6, 7:5   |
| 2.  | 12. Februar 2017   | Montpellier          | Hartplatz (i) | Richard Gasquet       | 7:64, 6:3       |
| 3.  | 7. Mai 2017        | München (1)          | Sand          | Guido Pella           | 6:4, 6:3        |
| 4.  | 21. Mai 2017       | Rom (1)              | Sand          | Novak Đoković         | 6:4, 6:3        |
| 5.  | 6. August 2017     | Washington, D.C. (1) | Hartplatz     | Kevin Anderson        | 6:4, 6:4        |
| 6.  | 13. August 2017    | Montreal             | Hartplatz     | Roger Federer         | 6:3, 6:4        |
| 7.  | 6. Mai 2018        | München (2)          | Sand          | Philipp Kohlschreiber | 6:3, 6:3        |
| 8.  | 13. Mai 2018       | Madrid (1)           | Sand          | Dominic Thiem         | 6:4, 6:4        |
| 9.  | 5. August 2018     | Washington, D.C. (2) | Hartplatz     | Alex de Minaur        | 6:2, 6:4        |
| 10. | 18. November 2018  | London (1)           | Hartplatz (i) | Novak Đoković         | 6:4, 6:3        |
| 11. | 25. Mai 2019       | Genf                 | Sand          | Nicolás Jarry         | 6:3, 3:6, 7:68  |
| 12. | 18. Oktober 2020   | Köln (1)             | Hartplatz (i) | Félix Auger-Aliassime | 6:3, 6:3        |
| 13. | 25. Oktober 2020   | Köln (2)             | Hartplatz (i) | Diego Schwartzman     | 6:2, 6:1        |
| 14. | 20. März 2021      | Acapulco             | Hartplatz     | Stefanos Tsitsipas    | 6:4, 7:63       |
| 15. | 9. Mai 2021        | Madrid (2)           | Sand          | Matteo Berrettini     | 6:78, 6:4, 6:3  |
| 16. | 1. August 2021     | Tokio                | Hartplatz     | Karen Chatschanow     | 6:3, 6:1        |
| 17. | 22. August 2021    | Cincinnati           | Hartplatz     | Andrei Rubljow        | 6:2, 6:3        |
| 18. | 31. Oktober 2021   | Wien                 | Hartplatz (i) | Frances Tiafoe        | 7:5, 6:4        |
| 19. | 21. November 2021  | Turin (2)            | Hartplatz (i) | Daniil Medwedew       | 6:4, 6:4        |
| 20. | 30. Juli 2023      | Hamburg              | Sand          | Laslo Đere            | 7:5, 6:3        |
| 21. | 26. September 2023 | Chengdu              | Hartplatz     | Roman Safiullin       | 6:72, 7:65, 6:3 |
| 22. | 19. Mai 2024       | Rom (2)              | Sand          | Nicolás Jarry         | 6:4, 7:5        |
| 23. | 3. November 2024   | Paris                | Hartplatz (i) | Ugo Humbert           | 6:2, 6:2        |
| 24. | 20. April 2025     | München (3)          | Sand          | Ben Shelton           | 6:2, 6:4        |

##### ATP Challenger Tour
| Nr. | Datum        | Turnier      | Belag | Finalgegner        | Ergebnis      |
| --- | ------------ | ------------ | ----- | ------------------ | ------------- |
| 1.  | 5. Juli 2014 | Braunschweig | Sand  | Paul-Henri Mathieu | 1:6, 6:1, 6:4 |
| 2.  | 17. Mai 2015 | Heilbronn    | Sand  | Guido Pella        | 6:1, 7:67     |

#### Finalteilnahmen
| Nr. | Datum              | Turnier         | Belag         | Finalgegner      | Ergebnis                 |
| --- | ------------------ | --------------- | ------------- | ---------------- | ------------------------ |
| 1.  | 21. Mai 2016       | Nizza           | Sand          | Dominic Thiem    | 4:6, 6:3, 0:6            |
| 2.  | 19. Juni 2016      | Halle (1)       | Rasen         | Florian Mayer    | 2:6, 7:5, 3:6            |
| 3.  | 25. Juni 2017      | Halle (2)       | Rasen         | Roger Federer    | 1:6, 3:6                 |
| 4.  | 1. April 2018      | Miami           | Hartplatz     | John Isner       | 7:64, 4:6, 4:6           |
| 5.  | 20. Mai 2018       | Rom             | Sand          | Rafael Nadal     | 1:6, 6:1, 3:6            |
| 6.  | 3. März 2019       | Acapulco        | Hartplatz     | Nick Kyrgios     | 3:6, 4:6                 |
| 7.  | 13. Oktober 2019   | Shanghai        | Hartplatz     | Daniil Medwedew  | 4:6, 1:6                 |
| 8.  | 14. September 2020 | US Open         | Hartplatz     | Dominic Thiem    | 6:2, 6:4, 4:6, 3:6, 6:76 |
| 9.  | 8. November 2020   | Paris           | Hartplatz (i) | Daniil Medwedew  | 7:5, 4:6, 1:6            |
| 10. | 6. Februar 2022    | Montpellier     | Hartplatz (i) | Alexander Bublik | 4:6, 3:6                 |
| 11. | 8. Mai 2022        | Madrid          | Sand          | Carlos Alcaraz   | 3:6, 1:6                 |
| 12. | 9. Juni 2024       | French Open     | Sand          | Carlos Alcaraz   | 3:6, 6:2, 7:5, 1:6, 2:6  |
| 13. | 21. Juli 2024      | Hamburg         | Sand          | Arthur Fils      | 3:6, 6:3, 6:71           |
| 14. | 26. Januar 2025    | Australian Open | Hartplatz     | Jannik Sinner    | 3:6, 6:74, 3:6           |
| 15. | 15. Juni 2025      | Stuttgart       | Rasen         | Taylor Fritz     | 3:6, 6:70                |

### Doppel

#### Turniersiege
| Nr. | Datum            | Turnier     | Belag         | Partner       | Finalgegner                  | Ergebnis          |
| --- | ---------------- | ----------- | ------------- | ------------- | ---------------------------- | ----------------- |
| 1.  | 12. Februar 2017 | Montpellier | Hartplatz (i) | Mischa Zverev | Fabrice Martin Daniel Nestor | 6:4, 6:73, [10:7] |
| 2.  | 3. März 2019     | Acapulco    | Hartplatz     | Mischa Zverev | Austin Krajicek Artem Sitak  | 6:2, 6:74, [10:5] |

#### Finalteilnahmen
| Nr. | Datum            | Turnier     | Belag         | Partner       | Finalgegner                  | Ergebnis         |
| --- | ---------------- | ----------- | ------------- | ------------- | ---------------------------- | ---------------- |
| 1.  | 4. Mai 2015      | München     | Sand          | Mischa Zverev | Alexander Peya Bruno Soares  | 6:4, 1:6, [5:10] |
| 2.  | 7. Februar 2016  | Montpellier | Hartplatz (i) | Mischa Zverev | Mate Pavić Michael Venus     | 5:7, 6:74        |
| 3.  | 25. Juni 2017    | Halle (1)   | Rasen         | Mischa Zverev | Łukasz Kubot Marcelo Melo    | 7:5, 3:6, [8:10] |
| 4.  | 24. Juni 2018    | Halle (2)   | Rasen         | Mischa Zverev | Łukasz Kubot Marcelo Melo    | 6:71, 4:6        |
| 5.  | 28. Oktober 2018 | Basel       | Hartplatz (i) | Mischa Zverev | Dominic Inglot Franko Škugor | 2:6, 5:7         |
| 6.  | 14. April 2024   | Monte Carlo | Sand          | Marcelo Melo  | Sander Gillé Joran Vliegen   | 7:5, 3:6, [5:10] |

### Team-Wettbewerbe
| Nr. | Datum              | Turnier       | Belag         | Mannschaft  | Finalgegner | Ergebnis |
| --- | ------------------ | ------------- | ------------- | ----------- | ----------- | -------- |
| 1.  | 24. September 2017 | Laver Cup (1) | Hartplatz (i) | Team Europa | Team Welt   | 15:9     |
| 2.  | 23. September 2018 | Laver Cup (2) | Hartplatz (i) | Team Europa | Team Welt   | 13:8     |
| 3.  | 22. September 2019 | Laver Cup (3) | Hartplatz (i) | Team Europa | Team Welt   | 13:11    |
| 4.  | 26. September 2021 | Laver Cup (4) | Hartplatz (i) | Team Europa | Team Welt   | 14:1     |
| 5.  | 7. Januar 2024     | United Cup    | Hartplatz     | Deutschland | Polen       | 2:1      |
| 6.  | 22. September 2024 | Laver Cup (5) | Hartplatz (i) | Team Europa | Team Welt   | 13:11    |

## Statistik

### Junioreneinzel
| Turnier         | 2013 | 2014 | Karriere |
| --------------- | ---- | ---- | -------- |
| Australian Open | 1    | S    | S        |
| French Open     | F    | —    | F        |
| Wimbledon       | AF   | —    | AF       |
| US Open         | HF   | —    | HF       |

### Juniorendoppel
| Turnier         | 2013 | 2014 | Karriere |
| --------------- | ---- | ---- | -------- |
| Australian Open | 1    | VF   | VF       |
| French Open     | 1    | —    | 1        |
| Wimbledon       | —    | —    | —        |
| US Open         | VF   | —    | VF       |

### Herreneinzel
| Turnier                      | 2025  | 2024  | 2023  | 2022              | 2021              | 2020              | 2019              | 2018              | 2017              | 2016  | 2015              | 2014              | 2013              | 2012 | Gesamt  |
| ---------------------------- | ----- | ----- | ----- | ----------------- | ----------------- | ----------------- | ----------------- | ----------------- | ----------------- | ----- | ----------------- | ----------------- | ----------------- | ---- | ------- |
| Australian Open              | F     | HF    | 2R    | AF                | VF                | HF                | AF                | 3R                | 3R                | 1R    | 1Q                | –                 | –                 | –    | 0       |
| French Open                  | VF    | F     | HF    | HF                | HF                | AF                | VF                | VF                | 1R                | 3R    | 2Q                | –                 | –                 | –    | 0       |
| Wimbledon                    | 1R    | AF    | 3R    | –                 | AF                | n. a.             | 1R                | 3R                | AF                | 3R    | 2R                | –                 | –                 | –    | 0       |
| US Open                      |       | VF    | VF    | –                 | HF                | F                 | AF                | 3R                | 2R                | 2R    | 1R                | 2Q                | –                 | –    | 0       |
| ATP Finals                   |       | HF    | RR    | –                 | S                 | RR                | HF                | S                 | RR                | –     | –                 | –                 | –                 | –    | 2       |
| Indian Wells Masters         | 2R    | VF    | AF    | 2R                | VF                | n. a.             | AF                | 2R                | 3R                | AF    | 1Q                | –                 | –                 | –    | 0       |
| Miami Masters                | AF    | HF    | 2R    | VF                | 2R                | n. a.             | 2R                | F                 | VF                | 2R    | 2R                | –                 | –                 | –    | 0       |
| Monte Carlo Masters          | 2R    | AF    | AF    | HF                | AF                | n. a.             | AF                | HF                | AF                | 2R    | –                 | –                 | –                 | –    | 0       |
| Madrid Masters               | AF    | AF    | AF    | F                 | S                 | n. a.             | VF                | S                 | VF                | –     | –                 | –                 | –                 | –    | 2       |
| Rom Masters                  | VF    | S     | AF    | HF                | VF                | –                 | 2R                | F                 | S                 | 2R    | –                 | –                 | –                 | –    | 2       |
| Kanada Masters               |       | VF    | 2R    | –                 | –                 | n. a.             | VF                | VF                | S                 | 1R    | –                 | –                 | –                 | –    | 1       |
| Cincinnati Masters           |       | HF    | HF    | –                 | S                 | 2R                | 2R                | 2R                | 2R                | 1R    | 1R                | 1Q                | –                 | –    | 1       |
| Shanghai Masters             |       | AF    | 2R    | nicht ausgetragen | nicht ausgetragen | nicht ausgetragen | F                 | HF                | AF                | AF    | –                 | –                 | –                 | –    | 0       |
| Paris Masters                |       | S     | AF    | –                 | HF                | F                 | AF                | VF                | 2R                | –     | –                 | –                 | –                 | –    | 1       |
| Olympische Spiele            | n. a. | VF    | n. a. | n. a.             | S                 | nicht ausgetragen | nicht ausgetragen | nicht ausgetragen | nicht ausgetragen | –     | nicht ausgetragen | nicht ausgetragen | nicht ausgetragen | –    | 1       |
| Davis Cup                    |       | –     | –     | –                 | –                 | n. a.             | –                 | VF                | PO                | PO    | –                 | –                 | –                 | –    | 0       |
| Turnierteilnahmen4           | 8     | 21    | 26    | 10                | 18                | 9                 | 24                | 21                | 25                | 23    | 17                | 6                 | 1                 | 0    | 209     |
| Erreichte Finals             | 2     | 4     | 2     | 2                 | 6                 | 4                 | 3                 | 6                 | 6                 | 3     | 0                 | 0                 | 0                 | 0    | 38      |
| Gewonnene Einzel-Titel       | 1     | 2     | 2     | 0                 | 6                 | 2                 | 1                 | 4                 | 5                 | 1     | 0                 | 0                 | 0                 | 0    | 24      |
| Hartplatz-Siege/-Niederlagen | 11:4  | 40:13 | 30:18 | 12:5              | 41:9              | 25:10             | 26:14             | 37:13             | 30:15             | 25:15 | 5:10              | 0:1               | 0:0               | 0:0  | 284:127 |
| Sand-Siege/-Niederlagen      | 8:3   | 23:6  | 20:7  | 17:5              | 14:4              | 3:1               | 16:8              | 21:4              | 16:4              | 13:7  | 4:3               | 4:5               | 0:1               | 0:0  | 159:58  |
| Rasen-Siege/-Niederlagen     | 0:0   | 6:2   | 5:2   | 0:0               | 4:2               | 0:0               | 2:3               | 2:2               | 9:3               | 6:2   | 5:4               | 0:0               | 0:0               | 0:0  | 39:20   |
| Gesamt-Siege/-Niederlagen4   | 19:7  | 69:21 | 55:27 | 29:10             | 59:15             | 28:11             | 44:25             | 60:19             | 55:22             | 44:24 | 14:17             | 4:6               | 0:1               | 0:0  | 482:205 |
| Jahresendposition            |       | 2     | 7     | 12                | 3                 | 7                 | 7                 | 4                 | 4                 | 24    | 83                | 136               | 809               | 837  | N/A     |

Zeichenerklärung: S = Turniersieg; F, HF, VF, AF = Einzug ins Finale / Halbfinale / Viertelfinale / Achtelfinale; 1R, 2R, 3R = Ausscheiden in der 1. / 2. / 3. Hauptrunde; RR = Round Robin (Gruppenphase);
PO = Playoff (Auf- und Abstiegsrunde in der Davis-Cup-Weltgruppe); n. a. = Turnier wurde in dem Jahr nicht ausgetragen
1 Das Turnier von Hamburg ist seit 2009 nicht mehr Teil der Masters-Serie.

2 Das Turnier von Stockholm fand nur von 1990 bis 1995 als Masters-Turnier statt.

3 Das Turnier von Stuttgart fand 1995 einmal in Essen statt und war davor nicht Teil der Masters-Serie.

4 Hier gelten nur – wie auch bei Finalteilnahmen und gewonnenen Titeln – Turniere der ATP Tour sowie die vier Grand-Slam-Turniere und die ATP Finals; d. h. keine Challenger- und Future-Turniere oder Mannschaftswettbewerbe (Davis Cup oder World Team Cup).
4 Letztere zählen jedoch in den Sieg/Niederlagen-Statistiken rein. Kurzfristige Rücktritte vom Match zählen weder zu den Turnierteilnahmen (wenn in der ersten Runde) noch zur Siegesbilanz.

Stand: 21. April 2025

## Sonstiges
Im Sommer 2020 geriet Zverev in Kritik, weil er an der später abgebrochenen Adria Tour 2020 teilnahm, die aufgrund fehlender Schutzmaßnahmen während der COVID-19-Pandemie umstritten war. Er entschuldigte sich daraufhin und kündigte eine Selbstquarantäne an. Trotzdem war Zverev sechs Tage später auf einer Privatparty des Modedesigners Philipp Plein an der Côte d’Azur.
Am 18. September 2021 nahm Zverev an der TV-Show Schlag den Star auf ProSieben teil, in der er dem Melsunger Handballprofi Silvio Heinevetter nach knapp sechs Stunden Spielzeit unterlag. Am 8. Januar 2022 war er Teilnehmer der Samstagabend-Show Klein gegen Groß im Ersten, in der er ein Tennis-Bowling-Duell gewann.

## Auszeichnungen
Im November 2015 wurde Zverev mit dem Stars of Tomorrow Award der ATP ausgezeichnet. 2021 wurde er zu Deutschlands Sportler des Jahres gewählt.